# Raphaël Guerreiro
Raphaël Adelino José Guerreiro (Le Blanc-Mesnil, el 22 de novembre del 1993), és un futbolista professional portuguès que juga pel Bayern de Múnic i la selecció portuguesa.

## Trajectòria

### Caen
Va debutar com a professional el 27 de juliol de 2012 davant Ajaccio a la primera data de la Ligue 2, tot i ser el seu primer partit amb el primer planter, va jugar tot el partit i van empatar 0-0, marcar el seu primer gol oficial el 8 de febrer de 2013 davant el Club Sportif Sedan Ardennes, el partit va acabar 2-0. Va jugar tots els partits de la lliga i el seu equip va finalitzar quart, no van ascendir a la màxima categoria per 6 punts.

### Lorient
A la temporada 2013-2014 FC Lorient, un equip de la lliga francesa, el va contractar per 3 milions d'euros. Va jugar tots el partits de titular i gràcies a la seva bona actuació, va ser citat per la selecció de Portugal sub-21.
La temporada 2014-15 va començar bé, derrotant en el primer partit a Mònaco per 2 a 1 com visitants el 10 d'agost de 2014. Va mantenir el seu nivell i va convertir el seu primer gol en la màxima categoria l'1 de novembre per obrir el partit davant PSG. Però el seu equip va perdre 9 partits, 1 empat i 3 victories, donat això, es trobaven a l'última posició de la lliga. Igualment va ser convocat per la selecció de futbol de Portugal absoluta per jugar les dates FIFA.
Llorient va finalitzar el campionat en la posició 16 i va mantenir la categoria, va quedar a 6 punts del descens. Guerreiro va jugar 34 partits i va marcar 7 gols, a més va disputar 2 partits per les copes nacionals, però van ser eliminats immediatament.
Va ser titular novament en la temporada 2015/16, en la Ligue 1 van ser irregulars i van finalitzar quinzens. Però a la Copa de França, van arribar fins a les semifinals, instància en la qual es van enfrontar al Paris Saint-Germain Football Club i van perdre 1 a 0. A la Copa de la Lliga, van caure en quarts de final davant del Girondins de Bordeus. Raphaël va totalitzar 41 partits i 3 gols entre totes les competències.

### Borussia Dortmund
El 16 de juny de 2016, va ser anunciat com a nou fitxatge del Dortmund, per uns 12 milions d'euros.

### Internacional
Va rebre ofertes de França i de Portugal per ser part de la selecció, va néixer i va viure sempre al país gal però es va decidir pels lusitans.
El 7 de novembre de 2014 va ser convocat per Fernando Santos per a les dates FIFA de novembre. Va debutar amb la selecció absoluta el 14 de novembre davant Armènia per la classificació per a l'Eurocopa de 2016, va jugar tot el partit i van guanyar 1 a 0 amb tant de Cristiano Ronaldo.
En el seu segon partit, el 18 de novembre, va marcar el seu primer gol amb la major, en un amistós contra l'Argentina jugat a Old Trafford, gràcies al seu gol en l'últim minut del partit, li van guanyar a l'equip sud-americà, per 1 a 0, després de 42 anys.
Després d'una gran actuació en l'Eurocopa 2016 per part de Portugal, van ser campions derrotant a l'amfitrió, la Selecció Francesa.

## Palmarès
Borussia Dortmund
- 1 Copa alemanya: 2016-17.
- 1 Supercopa alemanya: 2019.[2]

Selecció portuguesa
- 1 Eurocopa: 2016.
- 1 Lliga de les Nacions de la UEFA: 2018-19.